# アリス・アウマ
アリス・アウマ (Alice Auma, 1956年 - 2007年1月17日) はアチョリの霊媒師、千年王国主義的な聖霊運動 (Holy Spirit Movement, HSM) の指導者。イタリア人将校ラクウェナの霊がアチョリへのキリスト教の聖霊の現れであるとして1986年8月から1987年11月までヨウェリ・ムセベニへの反乱を率いた。ラクウェナの憑依したアリスはアリス・ラクウェナとも呼ばれた。
1956年生まれのアリスは2度の結婚でこどもはなく、故郷から離れていた。カトリック教徒となっていたアリスは1985年5月25日に「正気でなく」なり、耳が聞こえず、口も利けなくなった。後にアリスの主張したところではラクウェナが取り憑いたという。アリスの父は彼女を11人の「魔女」（伝統的な呪術医）のところに連れて行ったが、変わりがなかった。アリスはカバレガ国立公園にラクウェナが導いているとして40日間姿を消し、霊媒となって戻った。
ティト・オケロ政権末期においてアリスはグルの小物予言者・霊媒師の一人に過ぎなかった。ウガンダ人民民主軍  (UPDF) と国民抵抗軍の戦争のさなかの1986年8月6日にアリスはラクウェナが予言者・治療者を止め、悪と戦い流血を止めるため聖霊運動をつくるよう命じられたと主張した。
ラクウェナはY・ムセベニとその政府が復讐のためにアチョリの若い男を皆殺しにしようと企てているために現れた。（中略）よき主は医師を司令官に変えるためラクウェナを送られた。明日殺される男たちを今日治療しても無駄だからだ。だから流血を止めるよう命令を下された。
UPDFはNRAとHSMから攻撃を受け、兵士の一部がムセベニと和平に応じたものの、他の者は報復を畏れて遅れて現れアリス同様に霊媒であると主張するジョゼフ・コニーの率いるのちの神の抵抗軍 (LRA) へと流れていった。HSMはカンパラを目指したが1987年11月ジンジャの手前でNRAに敗れ、アリスはラクウェナが離れたとしてケニアに逃亡した。アリスは2007年1月17日北東州のダダーブの難民キャンプで死亡した。

## 脚註
1. ↑  Rosa Ehrenreich, Human Rights Watch/Africa, Human Rights Watch Children's Rights Project, The Scars of Death: Children Abducted by the Lord's Resistance Army in Uganda, p.66, Human Rights Watch, 1997年。
2. ↑  Heike Behrend, Alice Lakwena & the holy spirits, p.25.
3. ↑  『アフリカ紛争問題タスクフォース・ファクトシートVol.2 ウガンダ共和国北部内戦』p.10, アフリカ日本協議会、2007年5月1日。
4. ↑  "Uganda's mystic rebel leader dies", BBC News, 18 January, 2007.